# Stokówka żółtoczelna
Stokówka żółtoczelna, ajmarka cytrynowa (Psilopsiagon aurifrons) – gatunek małego ptaka z rodziny papugowatych (Psittacidae) żyjącego w górach Ameryki Południowej. Nie jest zagrożony.

## Podgatunki i zasięg występowania
Międzynarodowy Komitet Ornitologiczny (IOC) wyróżnia cztery podgatunki P. aurifrons:
- P. a. robertsi Carriker, 1933 – północno-środkowe Peru;
- P. a. aurifrons (Lesson, 1831) – środkowe oraz zachodnio-środkowe Peru;
- P. a. margaritae (Berlioz & Dorst, 1956) – od południowego Peru po zachodnią Boliwię, północne Chile oraz północno-zachodnia Argentyna;
- P. a. rubrirostris (Burmeister, 1860) – od północno-zachodniej Argentyny po środkowe Chile.

## Morfologia
Stokówki żółtoczelne mierzą 18 cm długości (podgatunki P. a. margaritae i P. a. rubriostris do 20 cm) oraz ważą około 45 g. W upierzeniu dominuje kolor zielony. Samiec podgatunku nominatywnego ma żółte czoło, szyję, ramiona i brzuch. Samica różni się ograniczeniem barwy żółtej do okolic dzioba i ramion. U obu płci zewnętrzne lotki są niebieskie. Oczy są brązowe, a dziób oraz nogi jasne.
P. a. robertsi jest ciemniejsza od podgatunku nominatywnego. U samców barwa żółta jest ograniczona do gardła i podbródka.
P. a. margaritae również jest ciemniejsza, w szczególności samice. Barwy żółtej brakuje u obu płci, stąd przypominają samice powyższych podgatunków. Samice P. a. margaritae mają szary dziób.
P. a. rubrirostris przypomina P. a. margaritae. Cechą charakterystyczną tego podgatunku jest niebieski odcień w upierzeniu.
Młode osobniki przypominają dorosłe samice.

## Ekologia i zachowanie
Stokówki żółtoczelne zamieszkują górskie tereny od 1000 do 4500 m n.p.m. Występują wzdłuż rzek, wśród ciernistych krzewów, na terenach otwartych, w parkach miejskich i na obszarach uprawnych. Często przesiadują w koronach drzew. Pożywienie zdobywają na ziemi oraz w krzakach. W skład ich diety wchodzą pąki, nasiona traw i ziół, jagody, rośliny strączkowe.
Stokówki gniazdują w dziuplach drzew i kaktusów, w szczelinach między skałami oraz w termitierach. W północnym Chile sezon lęgowy przypada na październik–grudzień, a w Argentynie na luty–marzec. Samica składa 5 jaj, które wysiaduje przez 23 dni. Młode wykluwają się pokryte białym puchem. Po trzech tygodniach zaczynają im rosnąć pióra. Młode w pełni samodzielne są po 6 tygodniach lub później (inne źródło podaje 7 tygodni).

## Status
Międzynarodowa Unia Ochrony Przyrody (IUCN) uznaje stokówkę żółtoczelną za gatunek najmniejszej troski (LC – Least Concern). Liczebność populacji nie została oszacowana, ale ptak ten opisywany jest jako dość pospolity. Ze względu na brak dowodów na spadki liczebności bądź istotne zagrożenia dla gatunku, BirdLife International ocenia trend liczebności populacji jako stabilny. Gatunek jest wymieniony w II załączniku konwencji waszyngtońskiej (CITES).